# Marijke Zeekant
Marijke Zeekant (Medemblik, 12 december 1956) is een Nederlands triatlete, duatlete en roeister.

## Biografie
De eerste sport in haar lange carrière was lange afstand zwemmen. Daarna kwam de roeisport op haar pad. In 1986 won ze een bronzen medaille bij de wereldkampioenschappen roeien op het onderdeel dubbelvier. Op de Olympische Spelen van 1988 in Seoel eindigde ze op ditzelfde onderdeel op een zevende plaats. Ze was in die tijd aangesloten bij de studentenroeivereniging R.S.V.U. Okeanos van Vrije Universiteit Amsterdam en werkzaam als lerares lichamelijke opvoeding.
Vanaf 1995 maakte Zeekant deel uit van de nationale triatlon selectie lange afstand. Haar beste prestatie op de triatlon behaalde ze in 1998 door Nederlands kampioene triatlon op de middenafstand te worden in Stein.
In zowel 1998 als in 1999 kwalificeerde zij zich in de Ironman op Lanzarote voor de WK ironman op Hawaii, met als hoogtepunt winst in de agegroup 40-44 in 1999!
Ook in 2003 plaatste ze zich voor de Ironman Hawaï. Haar deelname was lange tijd onzeker, omdat ze zich voor deze wedstrijd ingeschreven had als agegrouper (en niet als professional), maar op de halve triatlon in Engeland wel als prof had mee gedaan. Onder publieke druk en het aandragen van legio voorbeelden van andere atleten die onbestraft hetzelfde hadden gedaan zwichtte de organisatie uiteindelijk slechts 24 uur voor de start.
Op het WK triatlon op de olympische afstand 2007 in Hamburg behaalde ze de eerste plaats in de leeftijdscategorie 50-54.
Ook in de jaren daarna staat ze bij kampioenschappen nationaal en internationaal op het podium. Tot op heden is zij actief lid van zwemvereniging De Dolfijn en is zij teamcaptain van triathlon Dolfijn eredivisie dames.

## Titels
- Nederlands kampioen triatlon op de middenafstand - 1998

## Prestaties

### Zwemmen
- 1977: 3e Zwemmarathon Stavoren-Medemblik  - 6 uur 02 min.07 s
- 1978: 5e Zwemmarathon Stavoren-Medemblik  - 5 uur 41 min. 40 s
- 1978:  Zwemwedstrijd Den Helder-Texel-Den Helder

### Roeien
- 1985: 6e WK in Hazewinkel (dubbelvier) - 6.40,12
- 1986:  WK in Nottingham (dubbelvier) - 6.24,85
- 1987: 6e WK in Kopenhagen (dubbelvier) - DNF
- 1988: 7e Olympische Spelen van Seoel (dubbelvier) - 6.38,70
- 1990: 8e WK in Lake Barrington (dubbeltwee) - 8.58,80

### Hardlopen
- 1996:  Groet Uit Schoorl - 39.47

### Triatlon
- 1994:  NK lange afstand in Almere (3e overall) - 10:14.11
- 1995:  NK olympische afstand
- 1995: 7e EK lange afstand in Jümme - 9:28.48
- 1996: 14e WK lange afstand in Muncie - 4:28.13
- 1997: 11e WK lange afstand in Nice - 6:54.17
- 1998:  NK middenafstand in Stein - 4:45.27
- 1998:  NK olympische afstand in Roermond - 2:02.48
- 1998: 4e WK lange afstand op Sado - 6:44.32
- 1998: 5e Ironman Lanzarote - 10:37.37
- 1998: 23e Ironman Hawaï - 10:37.06
- 1999:  Ironman Lanzarote -
- 1999:  NK/EK lange afstand in Almere (3e overall) - 9:23.38
- 1999: 8e WK lange afstand in Säter - 6:49.02
- 1999:  V40-44 Ironman Hawaï - 10:17.55 (418e overall)
- 2000: 12e WK lange afstand in Nice - 7:29.54
- 2001: 5e Ironman South Africa
- 2001: 6e WK lange afstand in Fredericia - 9:57.03
- 2002:  NK middenafstand in Nieuwkoop - 4:43.30
- 2002: 21e WK lange afstand in Nice - 7:53.52
- 2002: 5e Ironman Switzerland
- 2003: 10e EK lange afstand in Fredericia - 6:59.50
- 2003: ?e Ironman Hawaï - 11:39.01
- 2006:  NK lange afstand in Stein - 5:50.42
- 2007:  WK olympische afstand, agegroup 50-54 in Hamburg
- 2008:  WK lange afstand triathlon (4-120-30) in Almere
- 2009:  EK olympische afstand, agegroup 50-54 in Holten
- 2009:  EK lange afstand triathlon (4-120-30), agegroup 50-54, in Praag
- 2010:  WK lange afstand triathlon (4-120-30), agegroup 50-54, in Immenstadt
- 2010:  WK olympische afstand, agegroup 50-54, in Boedapest
- 2011:  WK lange afstand triahtlon, agegroup 55-59, in Las Vegas
- 2011:  Ironman Regensburg (Duitsland), agegroup 55-59 - 11:13:13
- 2012:  Ironman 70.3, Zell am See, agegroup 55-59 - 4:53:49
- 2013:  Ironman 70.3, Mallorca, agegroup 55-59 - 5:19:24
- 2013:  WK Crosstriathlon, agegroup 55-59 in Kijkduin, Nederland
- 2013:  Ironman 70.3 Mallorca, agegroup 55-59
- 2013:  WK Olympic distance, agegroup 55-59 in London, Great-Britain - 2:12:49
- 2014:  Ironman 70.3 Mallorca, agegroup 55-59
- 2014:  EK Ironman 70.3 Wiesbaden, agegroup 55-59
- 2015:  WK Ironman 70.3 Zell am See, agegroup 55-59
- 2017:  ITU Wereldkampioen Olympische afstand, agegroup 60-64
- 2018:  Ironman 70.3 in Nice, agegroup 60-64
- 2018:  ETU Europees kampioen halve triatlon (1.9-90-21,1) Ibiza, agegroup 60-64
- 2019:  ETU Europees kampioen Olympic distance in Weert (NL), agegroup 60-64
- 2019:  WK Olympic distance Lausanne, agegroup 60-64
- 2019:  WK Ironman 70.3 in Nice, agegroup 60-64
- 2022:  Ironman 70.3 West-Friesland, agegroup 65-69
- 2022:  Ironman 70.3 Boulder, CO, USA, agegroup 65-69
- 2023:  WK sprint triathlon Hamburg, agegroup 65-69
- 2023:  WK standard distance triathlon Pontevedra, agegroup 65-69

### Duatlon
- 2000:  NK in Venray - 3:23.20

### Tijdrijden
- 1992:  SKITS Monstertijdrit (11e overall) - 3:32:49

Jos Compaan · 
Marjan Pentenga · 
Nicolette Wessel · 
Marijke Zeekant